# Armelle Lago
Armelle Lago (* 5. Januar 1986 in Ivry-sur-Seine) ist eine in Frankreich geborene ehemalige ivorische Fußballspielerin und heutige Anwältin.

## Karriere

### Verein
Lago startete ihre Karriere mit ES Vitry. Nachdem sie sämtliche Jugendteams bei Vitry durchlaufen hatte, wechselte sie im Jahr 2000 zum Drittligisten Vie Au Grand Air Saint-Maur-des-Fossés und machte in der Championnat National 1B Gruppe A ihre ersten Seniorspiele. Nach zwei Jahren entschied sie sich für das Abenteuer des Championnat de France de D1 bei USCCO Compiègne. Nach zwei Jahren in der höchsten französischen Liga, wechselte sie in die Zweitklassigkeit zu Compiègne USCO und stieg mit der Mannschaft zweimal in die Division 1 auf und wieder ab. Nach vier Jahren in Compiègne unterschrieb sie im Sommer 2006 einen Vertrag bei Paris Saint Germain. In Paris konnte sie sich jedoch aufgrund anhaltender Verletzungen nicht durchsetzen und spielte lediglich zwei Spiele. So dass Lago bereits im Juni 2007 für den Division 2 Club COM Bagneux unterschrieb. Dort kam sie in der Saison 2007/08 und 2008/09 zu 35 Einsätzen. Sie erzielte für ihre Mannschaft in den 35 Spielen 15 Tore und wechselte im Sommer 2009 in die Drittklassigkeit zu Aulnat Sportif Football. Dort beendete sie zu Saisonbeginn 2010 ihre aktive Fußballkarriere.

### Nationalmannschaft
Lago gehörte zum Kader der Ivorische Fußballnationalmannschaft der Frauen und nahm 2008 mit der ebenfalls in Frankreich spielenden Maoua Sanogo erstmals an der Coupe d’Afrique des nations féminine de football teil. Zuvor spielte sie in der Saison 2005 einige Spiele für die französische U-19 Fußballnationalmannschaft der Frauen.

## Sonstiges

### Studium
Neben ihrer aktiven Fußballkarriere studierte sie von 2003 bis 2004 Rechtswissenschaften an der Université Panthéon-Assas, welche sie mit dem DEUG I (Diplôme d'études universitaires générales) abschloss. Anschließend startete sie 2004 ein Studium in Familienrecht an der Université de Picardie Jules Verne in Amiens und schloss dieses 2006 mit dem Bachelor ab. Danach absolvierte sie von 2006 bis 2008 ein Jurastudium an der Universität Paris-Nanterre.

### Karriere als Anwältin
Seit Herbst 2010 arbeitet die ehemalige Fußballspielerin als Anwältin und hat, nach einer Tätigkeit als angestellte Anwältin in verschiedenen Kanzleien, ihre eigene Anwaltskanzlei in Paris.